# Brennstoffkreislauf

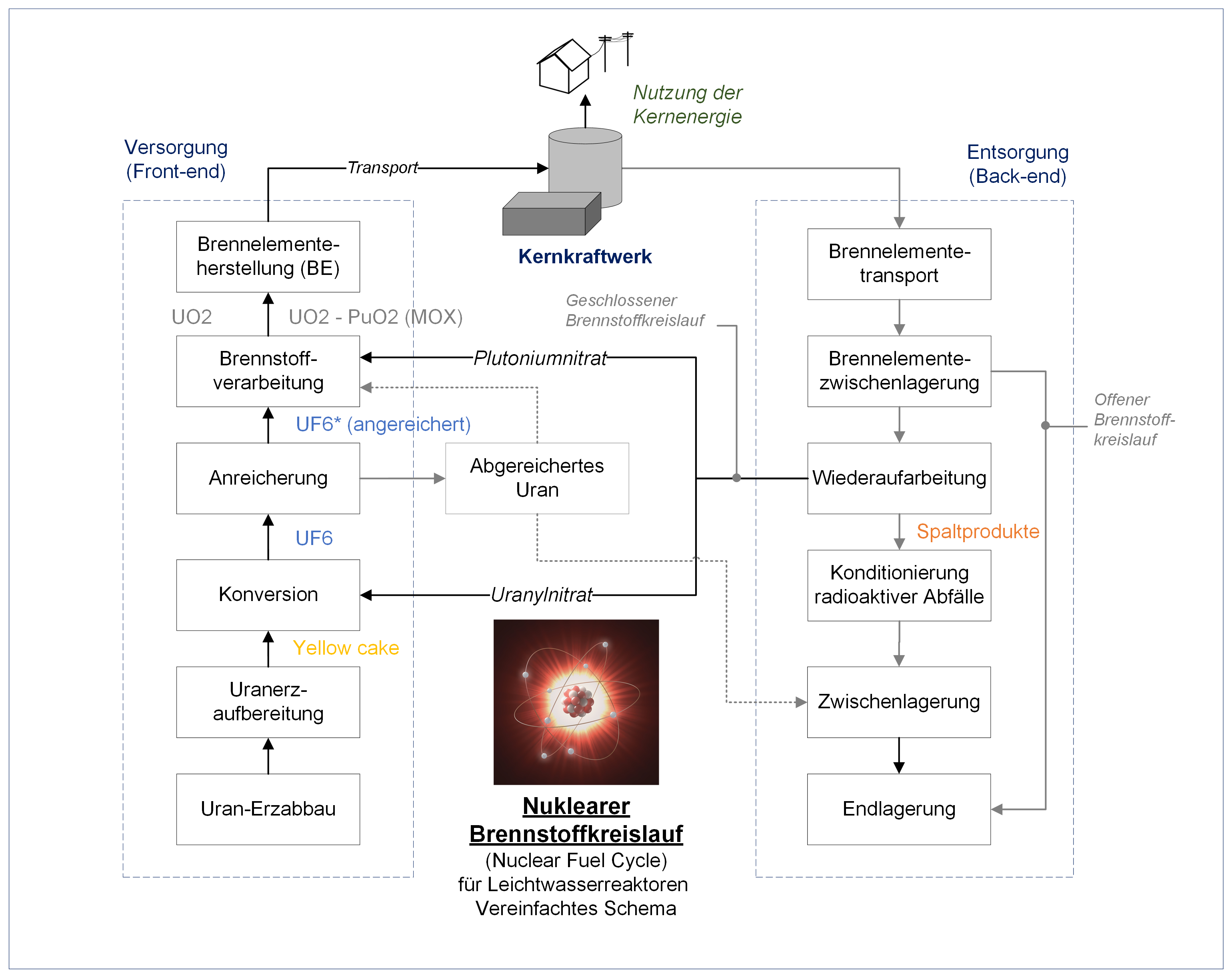
Vereinfachte Darstellung eines Kernbrennstoffkreislaufs für Leichtwasserreaktoren. Man unterteilt in Versorgung und Entsorgung, sowie einen offenen und geschlossenen Kreislauf (mit Wiederaufarbeitung).

Unter dem Begriff Brennstoff- bzw. Kernbrennstoffkreislauf (englisch: Nuclear fuel cycle) werden in der Kerntechnik zusammenfassend sämtliche Arbeitsschritte und Prozesse bezeichnet, die der Versorgung nuklearer Brennstoffe und deren Entsorgung dienen.

## Grundprinzipien
Der Betrieb von Kernkraftwerken erfordert eine Infrastruktur, die insbesondere die Versorgung mit Kernbrennstoff (siehe auch Brennelementefabrik) sowie die Lagerung bzw. Entsorgung der radioaktiven Abfälle umfasst.
Um eine Versorgung zu gewährleisten, muss unter anderem für den Abbau von Uranerzen, die Gewinnung des Urans aus den Erzen, die Anreicherung und die Herstellung von Brennelementen gesorgt werden. Die Abfallbehandlung umfasst den Abtransport abgebrannter Brennelemente aus Kernkraftwerken, ggfs. die Abtrennung von wiederverwertbaren Spaltstoffen durch Wiederaufarbeitung, die sichere Verpackung der radioaktiven Abfälle und deren langfristige Endlagerung.
Man unterscheidet weiter zwischen einem offenen und geschlossenen Kreislauf. Die Länder Großbritannien und Frankreich sind bekannt für ihren geschlossenen Kreislauf mittels Wiederaufarbeitungsanlagen. Die USA hingegen betreiben seit 1977 einen offenen Kreislauf, d. h. keine kommerzielle Wiederaufarbeitung, mit direkter Zwischenlagerung und geplanter Endlagerung.

## Brennstoffzyklus eines Leichtwasserreaktors (Beispiel)
Die folgenden Schritte zählen zum Brennstoffzyklus eines Leichtwasserreaktors:
- Erzabbau, Mahlen des Gesteins, Extraktion des Urans und Umwandlung in Yellow Cake (siehe Uranabbau)
- Konversion des Yellow Cakes in Uranhexafluorid
- Anreicherung von Uran-235 mittels Gasdiffusion, Ultrazentrifugen oder anderer Verfahren
- Konversion zu Urandioxid, Produktion von Urantabletten und Brennstäben
- Einsatz der Brennelemente im Reaktor (vgl. auch Abbrand)
- Zwischenlagerung abgebrannter Brennelemente
- Wiederaufarbeitung abgebrannter Brennelemente und Endlagerung verglasten hochradioaktiven Abfalls oder
- Direkte Endlagerung abgebrannter Brennelemente

### Andere Brennstoffkreisläufe
Bei Schwerwasserreaktoren fällt der Schritt der Anreicherung aus, da diese mit natürlichem Uran betrieben werden können. Aus einer Wiederverarbeitung von Brennelementen, die in Brutreaktoren verwendet werden sollen, können die Abfallmengen deutlich reduziert werden, da eine größere Anzahl an Isotopen wiederverwendet werden kann.

## Situation in Deutschland
Seit dem 1. Juli 2005 sind in Deutschland laut Atomgesetz die Transporte von abgebrannten Brennelemente aus deutschen Kernkraftwerken zu Wiederaufarbeitungsanlagen nicht mehr zulässig.
Bis zu diesem Zeitpunkt wurden deutsche Brennelemente in den Wiederaufarbeitungsanlagen in Frankreich (La Hague) und Großbritannien (Sellafield) aufgearbeitet, da Deutschland über keine eigene kommerzielle Wiederaufarbeitungsanlage verfügt.
Damit wird ab 2005 der offene Brennstoffkreislauf angewendet, d. h. der Entsorgungsweg für abgebrannte Brennelemente zu Zwischenlagern ohne Wiederaufarbeitung.

## Wirtschaftliche Aspekte und Zusammenhänge
Die ökonomischen Aspekte des Brennstoffkreislauf werden für gewöhnlich in die Einzelbereiche
- Versorgung (Front-end), vgl. auch Uranwirtschaft,
- Entsorgung (Back-end),[8]
- Recycling (Wiederaufarbeitung) und
- Nutzung (Kernenergiewirtschaft) aufgeteilt.

## Organisationen
Der ehemalige Verein Wirtschaftsverbands Kernbrennstoffkreislauf und Kerntechnik (WKK) wurde 1976 gegründet und schloss sich im Jahr 2009 mit dem ehem. Deutschen Atomforum zu Kerntechnik Deutschland (KernD) zusammen.
In dem Zeitraum 1977–1979 befasste sich die gegründete Organisation International Nuclear Fuel Cycle Evaluation (INFCE) mit Fragen zum Thema Brennstoffkreislauf und Proliferation.

## Weitere Verwendungen und Produkte
Als Abfallprodukt bei der Uran-Anreicherung entsteht abgereichertes Uran (englisch: Depleted Uran, DU). Für die Herstellung von 1 kg Uran mit einem Anreicherungsgrad von 5 % werden 11,8 kg natürliches Uran benötigt. Somit fallen 10,8 kg abgereichertes Uran als schwachradioaktiver Abfall an (geringere Radioaktivität als beim Natururan). Diese Tatsache findet Anwendung bei der Herstellung von Uranmunition als Alternative zu Wolframcarbidmunition. Uranmunition wurde bspw. im Golfkrieg verwendet.

## Sicherheit und Risiken

### Proliferation
Sämtliche kerntechnische Abläufe unterliegen Gesetzen und Sicherheitsvorschriften, um eine Entwendung von spaltbarem Material (Uran oder Plutonium) zu vermeiden.
Die Einhaltung und Überwachung erfolgt durch die Atomaufsichtsbehörden, die Internationale Atomenergie-Organisation (IAEA) und Euratom.

### Kritikalitätssicherheit
Im Umgang mit spaltbarem Material gelten besondere Vorgaben für den Schutz und die Sicherheit von Menschen und Anlagen.

### Reaktorsicherheit
Für Kernreaktoren gelten besondere Vorschriften und Anforderungen zur Erfüllung von Sicherheitsnormen und -gesetzen.

### Fachartikel
- D. Haas, D.J. Hamilton: Fuel cycle strategies and plutonium management in Europe. In: Progress in Nuclear Energy. Band 49, Nr. 8, November 2007, S. 574–582, doi:10.1016/j.pnucene.2007.09.001 (englisch).

### Fachbücher
- Carsten Salander: Der nukleare Brennstoffkreislauf. In: Hans Michaelis, Carsten Salander (Hrsg.): Handbuch Kernenergie – Kompendium der Energiewirtschaft und Energiepolitik. 4. Auflage. VWEW-Verlag, Frankfurt am Main 1995, ISBN 3-8022-0426-3.
- Albert Ziegler, Hans-Josef Allelein: Brennstoffzyklus. In: Albert Ziegler, Hans-Josef Allelein (Hrsg.): Reaktortechnik. Springer Berlin Heidelberg, Berlin, Heidelberg 2013, ISBN 978-3-642-33845-8, S. 531–581, doi:10.1007/978-3-642-33846-5_16.
- NEA: The Economics of the Back End of the Nuclear Fuel Cycle. OECD, Paris 2013 (oecd-nea.org).
- Michael Lersow: Endlagerung aller Arten von radioaktiven Abfällen und Rückständen: Langzeitstabile, langzeitsichere Verwahrung in Geotechnischen Umweltbauwerken – Sachstand, Diskussion und Ausblick. Springer Berlin Heidelberg, Berlin, Heidelberg 2018, ISBN 978-3-662-57821-6, doi:10.1007/978-3-662-57822-3.
- B. S. Tomar, P. R. Vasudeva Rao, S. B. Roy, Jose P. Panakkal, Kanwar Raj, A. N. Nandakumar (Hrsg.): Nuclear Fuel Cycle. Springer Nature Singapore, Singapore 2023, ISBN 978-981-9909-48-3, doi:10.1007/978-981-99-0949-0 (englisch).

### Sachbücher
- Jörg Hadermann, Hans Issler, Auguste Zurkinden: Die nukleare Entsorgung in der Schweiz 1945 - 2006 (= NZZ Libro). Verlag Neue Zürcher Zeitung, Zürich 2014, ISBN 978-3-03823-890-4.

### Ältere Werke
- J. Höchel, G. Matz, H. Schweickert, H. Weidinger: Der Brennstoffkreislauf (= Schriftenreihe des Deutschen Atomforums. Band 19). Deutsches Atomforum, Bonn 1972.
- F.-K. Pickert, H.-J. Zech: Brennstoffkreislauf. Deutsches Atomforum, Bonn 1981.